# Estowie

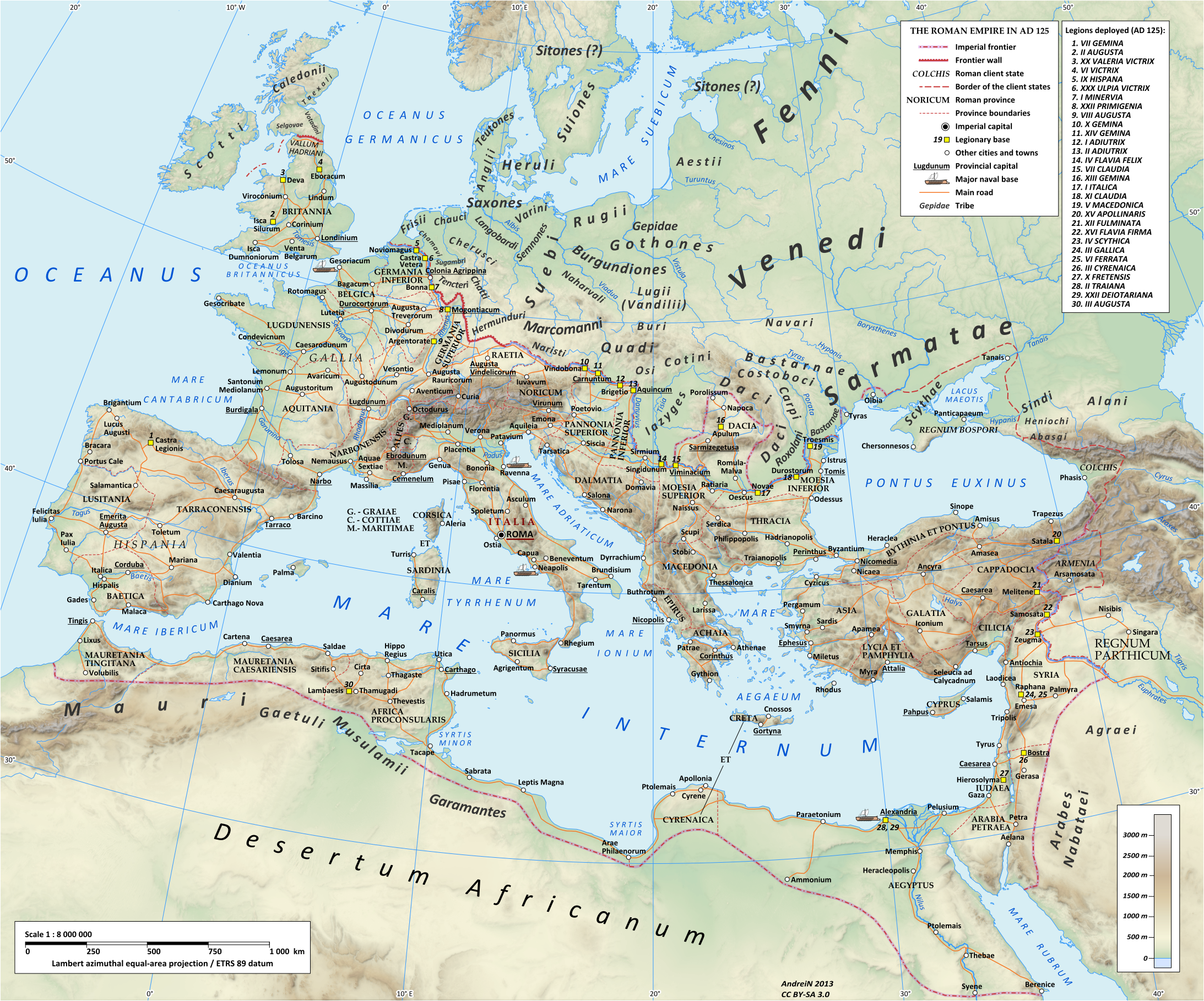
Przybliżone umiejscowienie Aestii według rzymskiego historyka Tacyta

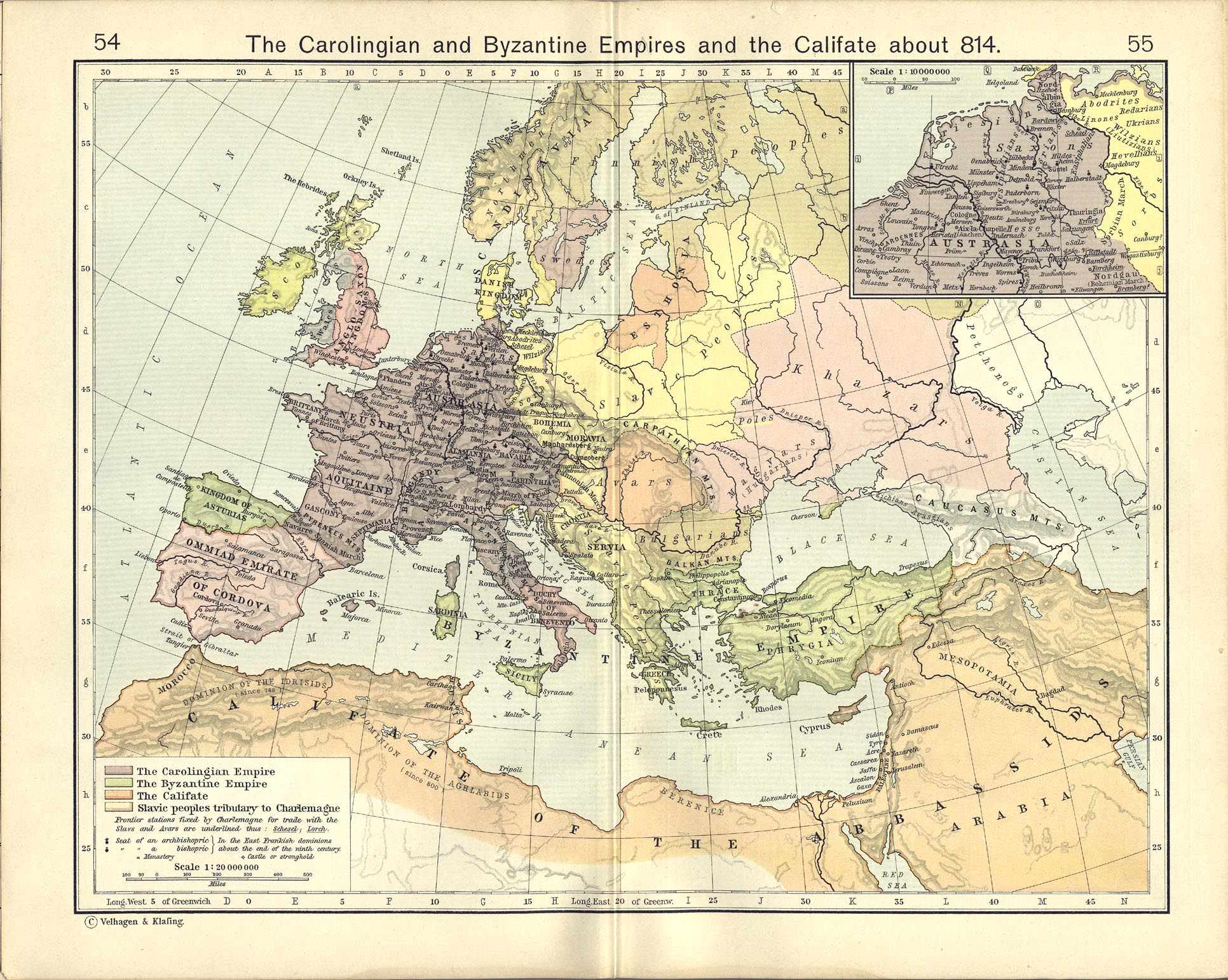
Europa na początku IX wieku. Ziemie ludów bałtyjskich i części fińskich określone jako „Estonia”

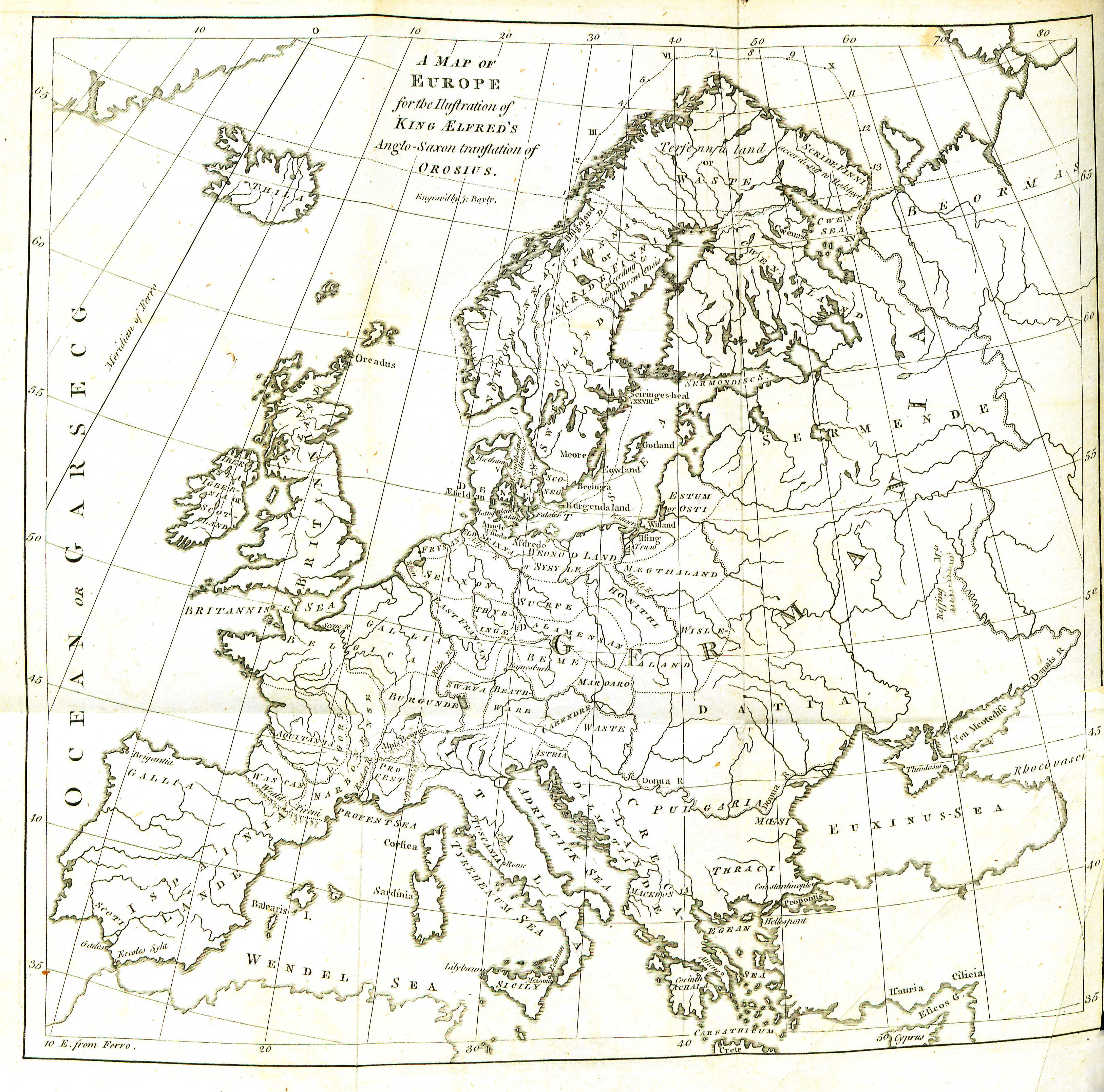
Europa według anglosaskiego opisu świata Alfreda Wielkiego. Widoczne ziemie Estum lub Osti oraz Witland, Estmere i Truso (mapa z 1773).

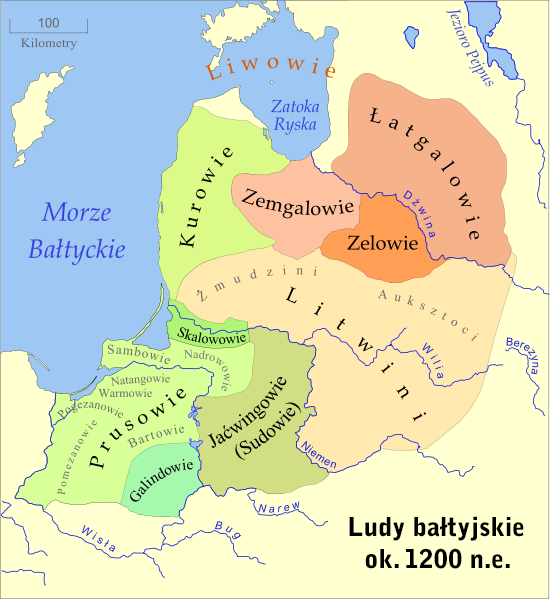
Rozmieszczenie ludów bałtyjskich ok. 1200 roku

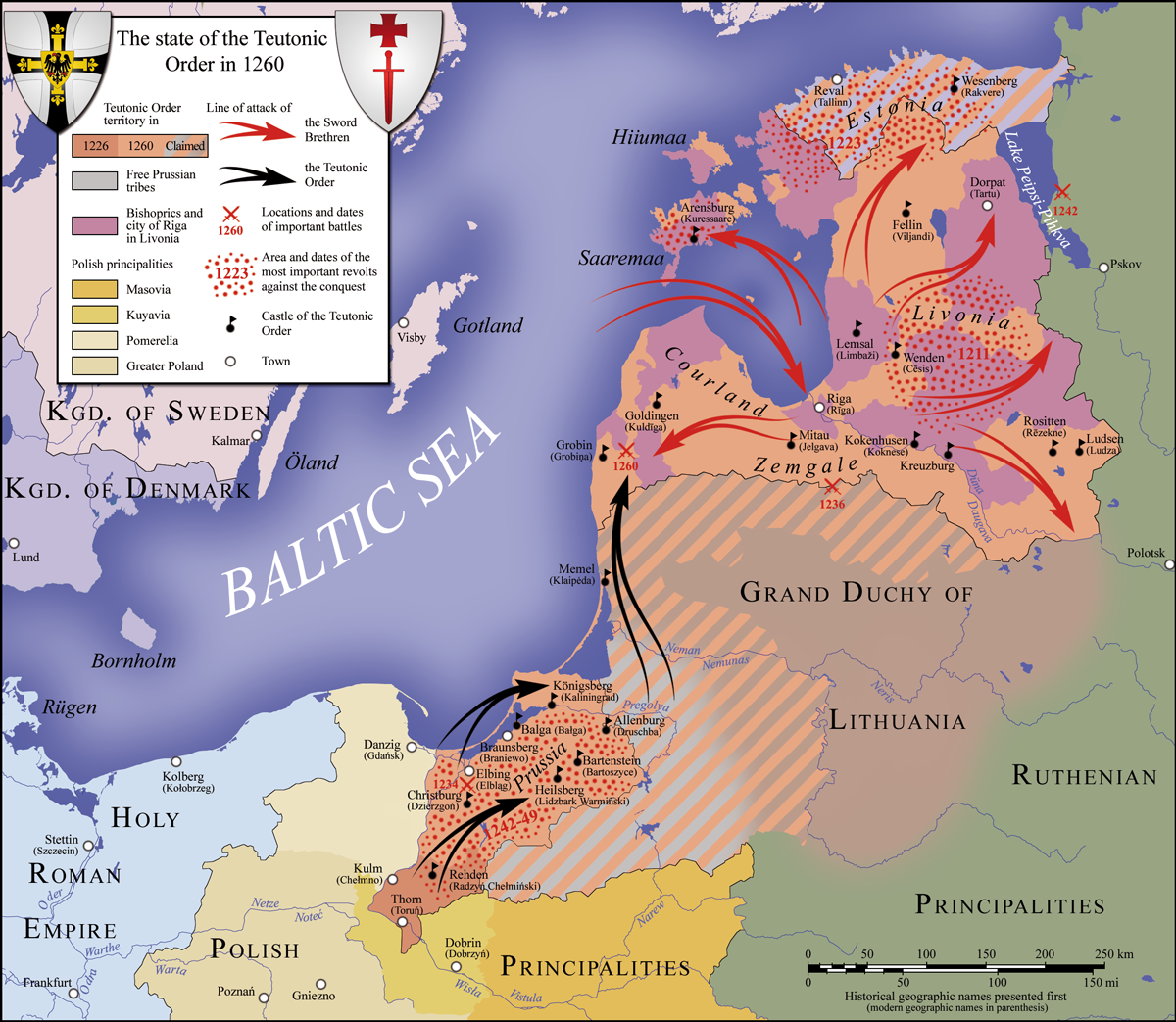
Ziemie estyjskie – Prusy, Litwa, Inflanty i Estonia – w XIII wieku.

Estowie, Estiowie, Aistowie (łac. Aesti, Aestii, Aisti, anglosas. Esti, Osti, staronord. Eistr) – używana w starożytności i wczesnym średniowieczu wspólna nazwa określająca ludy bałtyjskie i bałtycko-fińskie zamieszkujące wschodnie wybrzeża Morza Bałtyckiego, od ujścia Wisły do Zatoki Fińskiej.

## Historia

### Źródła antyczne i archeologiczne
Po raz pierwszy o Estach wspomniał Publiusz Korneliusz Tacyt w swoim dziele O pochodzeniu i położeniu Germanów (Germania) ogłoszonym w 98 roku. Według Tacyta Aestiorum gentes, czyli plemię Estiów (Aestii) zamieszkiwało na wybrzeżu Bałtyku, na wschód od siedzib germańskich Swewów i Gotów. Estowie strojem i obyczajami przypominali germańskich sąsiadów, ale odróżniali się od nich językiem, który w brzmieniu przypominał Tacytowi celtycką mowę Brytów. Zajmowali się pozyskiwaniem bursztynu (glaesum w języku „estyjskim”), co może wskazywać na lokalizację siedzib Estów na Sambii.
Możliwe, że o Estach wspomniał również Klaudiusz Ptolemeusz, piszący po grecku słynny geograf z II wieku. Wymienia on w łańcuchu ludów nadmorskich na wschód od Wenetów i Weltów, lud Osiów, Osioi (Οςιοι), co może być zniekształconym w grece zapisem nazwy Ostoi (Οςτοι), znanych ze źródeł łacińskich Aestii. Ptolemeusz wymienia również ludy Galindai i Soudinoi, które mogą dotyczyć bałtyjskich plemion Galindów i Sudowów.
Piszący w połowie VI wieku Jordanes w dziele  O pochodzeniu i czynach Gotów (Getica), które było streszczeniem Historii Gotów Kasjodora, wspomina, że Estowie (Aestii) zamieszkiwali na wschód od ujścia  Wisły i na wschód od Widiwariów, ludu będącego „mieszanką rozmaitych narodów”. Na południe od Estów mieszkać mieli  Akacyrowie, którzy zajmowali się wypasem bydła. Sami Estowie są przedstawieni przez Jordanesa jako ludzie „ze wszech miar usposobieni pokojowo”. Jordanes wspomina też, że w IV wieku król Ostrogotów Hermanaryk „podbił dzięki swej roztropności i męstwu naród Estów, którzy zamieszkują najdalsze wybrzeża Oceanu Germańskiego” (tj. Bałtyku).
Nazwa Estowie, w formie Haestii, pojawia się również w liście kolejnego króla Ostrogotów, Teodoryka Wielkiego, skierowanym do ludu żyjącego „na pobrzeżach Oceanu” i eksploatującego tam bursztyn (Variae epistolae Kasjodora z roku 537, księga XII).
Dowody archeologiczne wskazują, że w pierwszych wiekach n.e. na wschód od germańskich Gotów (kultura wielbarska), żyjących po obu stronach ujścia Wisły, wybrzeża bałtyckie od rzeki Pasłęki do Zatoki Fińskiej zamieszkiwały luźno ze sobą powiązane plemiona bałtyjskie i bałtycko-fińskie (krąg kultur zachodniobałtyjskich). Po ustąpieniu Gotów, Bałtowie przesunęli się na zachód i zajęli tereny do dolnej Wisły, o czym świadczą charakterystyczne dla nich pochówki z końmi. Odtąd dolna Wisła rozgraniczała Estów (Bałtów) od nadbałtyckich Słowian zwanych w źródłach Wendami.

### Źródła średniowieczne
W IX wieku nazwa Estowie nadal była w podobnym użyciu, jak w starożytności. Einhard w biograficznym dziele Życie Karola Wielkiego (ok. 817–830) wspomina lud Estów (Aisti) i umiejscawia go obok Słowian i różnych innych ludów na południowym wybrzeżu Bałtyku. Anglosaski poemat Widsith (znany jako Wędrowiec lub Podróże śpiewaka), datowany między VI a IX wiekiem, wspomina o również o Estach/Istach (Istum). 
Król Alfred Wielki, w swoim anglosaskim opisie Germanii (była to część rozwiniętego przez niego przekładu chorografii Orozjusza), wymienia lud Estów/Ostów (Osti), który zamieszkuje nad wschodnią odnogą Ostsea (Bałtyku). 
Szerszy opis życia i obyczajów Estów znalazł się w relacji podróżnika Wulfstana, która została włączona przez Alfreda Wielkiego do tego samego przekładu chorografii Orozjusza. Wulfstan około 890 roku dotarł z duńskiej Hedeby do handlowej osady Truso (okolice dzisiejszego Elbląga), która znajdowała się w pobliżu siedzib ludu Estów (Estum), na pograniczu między ziemią Wenedów (Weonodland) a krainą Witland należącą do Estów. W relacji Wulfstana znajduje się opis kraju Estów (Eastlande), jego grodów i plemion, które prowadzą ze sobą wojny oraz ich zwyczajów. Wulfstan opisuje również Estmere (Morze Estyjskie), czyli Zalew Wiślany, poprzez który duńscy żeglarze wpływali do Truso. Opisanych przez Wulfstana Estów utożsamia się jednoznacznie z bałtyjskimi Prusami.
Od około IX-X wieku w źródłach niemieckich (Geograf bawarski), arabskich (Ibrahim ibn Jakub) i polskich (Dagome iudex) pojawia się nazwa Prusowie (Pruzzi, Bruzi), która obejmuje część ludów estyjskich żyjących w pobliżu ujścia Wisły oraz na Sambii. Na początku XI wieku pojawia się również nazwa Litwy (Lituae). Jest to efekt bliższego zainteresowania terytoriami zamieszkiwanymi przez Bałtów (misje św. Wojciecha i Brunona z Kwerfurtu).
Jednocześnie wschodnie wybrzeża Bałtyku stanowią przedmiot rywalizacji Szwedów i Duńczyków. Wczesne źródła skandynawskie - sagi i kamienie runiczne - określają ziemie na wschodnich wybrzeżach Bałtyku mianem Eistland lub Eistaland (czyli „kraj wschodni”), a Estów określają mianem Eistr. Jak podaje Snorri Sturluson w Sadze o Ynglingach, w walce z Estami na terenie ich krainy („na estlandzkiej plaży”) zginął półlegendarny szwedzki król Ingvar Harra („Wysoki”), zaś żyjący w VII/VIII wieku Ivar Vidfadme („Podróżnik”) miał władać znaczną częścią pobrzeży bałtyckich, w tym krajami wschodu. Natomiast XII-wieczny arabski geograf Al-Idrisi, który czerpał informacje od Duńczyków, używa na ludy wschodniobałtyckie nazwy Astalānda.
Począwszy od piszącego w XI wieku Adama z Bremy źródła zachodnie zaczynają odróżniać bałtyjskich Prusów od bałtycko-fińskich Estów. Adam z Bremy określa mianem Aestland tylko późniejszą Estonię. Podobnie piszący pod koniec XII wieku Sakso Gramatyk stosuje nazwy Estia, Haestia do Estonii, a jej mieszkańców określa mianem Estonum, zaś powtarzając relację Jordanesa o podboju Hermanaryka, Sakso zastępuje Estów, nazwami ludów bałtyjskich. Również duński zbiór dokumentów podatkowych króla Waldemara II Liber Census Daniae (1231 r.) opisując ziemie Estów odróżnia od nich „ziemie pruskie”.
Od XIII wieku – gdy Inflanty (ziemie bałtycko-fińskich Liwów i bałtyjskich Zemgalów, Zelów, Kurów i Łatgalów) zostały podbite przez zakon kawalerów mieczowych, Prusy i Jaćwież przez zakon krzyżacki, a ziemie nad Zatoką Fińską przez Duńczyków – nazwę kraj Estów odnosi się już tylko do Estonii (niem., duń., szw. Estland, est. Eesti).
W XIX wieku podczas estońskiego przebudzenia narodowego powstało również pojęcie narodu Estończyków, jako rdzennych bałtycko-fińskich mieszkańców Estonii.

### Nawiązania współczesne
We wrześniu 2020 roku sztucznej wyspie na Zalewie Wiślanym powstającej w związku z budową kanału przez Mierzeję Wiślaną wraz z portem Nowy Świat nadano nazwę Wyspa Estyjska. Nazwa wyspy, która została wybrana w głosowaniu, nawiązuje do znanego z przekazu Wulfstana określenia Zalew Estyjski.